# Lycodonus flagellicauda
Lycodonus flagellicauda is een straalvinnige vissensoort uit de familie van puitalen (Zoarcidae). De wetenschappelijke naam van de soort is voor het eerst geldig gepubliceerd in 1902 door Jensen.